# Corinna toussainti
Corinna toussainti is een spinnensoort uit de familie van de loopspinnen (Corinnidae).
De wetenschappelijke naam van de soort werd in 1948 gepubliceerd door Elizabeth Bangs Bryant.